# Eugyra adriatica
Eugyra adriatica är en sjöpungsart som beskrevs av Richard von Drasche-Wartinberg 1884. Eugyra adriatica ingår i släktet Eugyra och familjen kulsjöpungar. Inga underarter finns listade i Catalogue of Life.